# Feuillant
La Societat dels Amics de la Constitució (francès: Société des Amis de la Constitution), eren més coneguts com el Club dels Feuillants (pronunciació francesa: [fœjɑ̃] francès: Club des Feuillants), va ser un agrupament polític que emergí, el 18 de juny de 1791, durant la Revolució Francesa de l'Assemblea Legislativa de 1791. Va aparèixer quan l'ala esquerrana dels Jacobins es va dividir entre els moderats (Feuillants), que cercaven conservar la posició del rei i donaven suport als plans per a una monarquia constitucional i els radicals (Jacobins) que volien enderrocar a Lluís XVI.
Inicialment els Feuillants constaven de 264 membres diputats ex-jacobins.
Aquest grup mantenia les seves reunions en l'antic monestir dels monjos Feuillants del carrer de Saint-Honoré, de París. El grup polític era dirigit per Antoine Barnave, Alexandre de Lameth i Adrien Duport.
Aquest grup polític es va dissoldre el 21 de setembre de 1792